# Liste der Baudenkmäler in Büren
Die Liste der Baudenkmäler in Büren enthält die denkmalgeschützten Bauwerke auf dem Gebiet der Stadt Büren im Kreis Paderborn in Nordrhein-Westfalen (Stand: Juni 2023). Diese Baudenkmäler sind in der Denkmalliste der Stadt Büren eingetragen; Grundlage für die Aufnahme ist das Denkmalschutzgesetz Nordrhein-Westfalen (DSchG NRW).

Baudenkmäler sind „Denkmäler, die aus baulichen Anlagen oder Teilen baulicher Anlagen bestehen“. Die Denkmalliste der Stadt Büren umfasst 146 Baudenkmäler, darunter 49 Bildstöcke, 22 Wohnhäuser, 19 Sakralbauten, elf Adelssitze oder Befestigungsanlagen, neun Kleindenkmale, acht landwirtschaftliche Gebäude, je sechs Verkehrsanlagen und Wohn- und Geschäftshäuser, fünf Mühlen, vier öffentliche Gebäude, je zwei Verwaltungsgebäude und Geschäftshäuser sowie einen Friedhof und ein Feuerwehrgebäude. Außerdem sind zwei Baudenkmäler wieder aus der Denkmalliste entfernt worden. Von den insgesamt 146 Baudenkmälern befinden sich 50 in der Ortschaft Büren, 23 in Wewelsburg, 15 in Siddinghausen, zehn in Harth, neun in Ahden, je sieben in Brenken, Weiberg und Weine, sechs in Steinhausen, fünf in Hegensdorf, vier in Barkhausen und drei in Eickhoff.
Die Liste umfasst falls vorhanden eine Fotografie des Denkmals, als Bezeichnung falls vorhanden den Namen, sonst kursiv den Gebäudetyp, die Adresse, eine Kurzbeschreibung, falls bekannt die Bauzeit, das Datum der Unterschutzstellung und die Eintragungsnummer der unteren Denkmalbehörde der Stadt Büren. Der Name entspricht dabei der Bezeichnung durch die Denkmalbehörde der Stadt Büren. Abkürzungen wurden zum besseren Verständnis aufgelöst, die Typografie an die in der Wikipedia übliche angepasst und Tippfehler korrigiert.

## Derzeitige Baudenkmäler
| Bild                                               | Bezeichnung                                             | Lage                                                        | Beschreibung                                                        | Bauzeit         | Eingetragen seit   | Denkmal- nummer |
| -------------------------------------------------- | ------------------------------------------------------- | ----------------------------------------------------------- | ------------------------------------------------------------------- | --------------- | ------------------ | --------------- |
| weitere Bilder                                     | Kluskapelle                                             | Ahden Kreisstraße Karte                                     |                                                                     |                 | 10. Juli 1985      | 1/1             |
| Bildstock                                          | Bildstock                                               | Ahden Tiggstraße/Ecke Kötterweg Karte                       |                                                                     | 1876            | 1. September 1986  | 1/2             |
| BW                                                 | Bildstock                                               | Ahden Forkstraße Karte                                      |                                                                     |                 | 1. September 1986  | 1/3             |
| Bildstock                                          | Bildstock                                               | Ahden Moosbruchstraße/A 44 Karte                            |                                                                     | 1859            | 3. Dezember 1986   | 1/4             |
| Bildstock an der Kluskapelle                       | Bildstock an der Kluskapelle                            | Ahden Kreisstraße Karte                                     |                                                                     |                 | 26. März 1987      | 1/5             |
| ehemaliger Bahnhof                                 | ehemaliger Bahnhof                                      | Ahden Forkstraße 11 Karte                                   |                                                                     |                 | 17. August 1987    | 1/6             |
| Fachwerkbau                                        | Fachwerkbau                                             | Ahden Forkstraße 8 Karte                                    |                                                                     |                 | 17. Oktober 1988   | 1/7             |
| Fachwerkhaus                                       | Fachwerkhaus                                            | Ahden Forkstraße 3 Karte                                    |                                                                     |                 | 12. Juni 1989      | 1/8             |
| weitere Bilder                                     | Pfarrkirche St. Antonius Eremit                         | Ahden Kreisstraße 23 Karte                                  |                                                                     |                 | 12. September 1994 | 1/9             |
| Wegekreuz                                          | Wegekreuz                                               | Barkhausen östlich des Ortes Karte                          |                                                                     |                 | 3. Dezember 1986   | 2/2             |
| Bildstock                                          | Bildstock                                               | Barkhausen Schloßstraße Karte                               |                                                                     |                 | 3. Dezember 1986   | 2/3             |
| weitere Bilder                                     | Bildstock                                               | Barkhausen Im Scheppenberggrund Karte                       |                                                                     | 1914            | 3. Dezember 1986   | 2/4             |
| weitere Bilder                                     | Pfarrkirche St. Kilian                                  | Brenken Kilianstraße 45 Karte                               |                                                                     |                 | 10. März 1986      | 3/1             |
| weitere Bilder                                     | Jesuknaben-Statue                                       | Brenken L637 / Hölter Weg Karte                             |                                                                     |                 | 7. Juni 1986       | 3/2             |
| Brenker Krug                                       | Brenker Krug                                            | Brenken Loretoberg 9 Karte                                  |                                                                     | 1731            | 19. März 1992      | 3/3             |
| Forsthaus                                          | Forsthaus                                               | Brenken Fillekuhle 22 Karte                                 |                                                                     |                 | 8. Mai 1992        | 3/4             |
| weitere Bilder                                     | Schloss Erpernburg                                      | Brenken Erpenburg 1 Karte                                   |                                                                     |                 | 14. Mai 1992       | 3/5             |
| weitere Bilder                                     | Burgruine der Niederburg                                | Brenken Baakweg Karte                                       |                                                                     |                 | 14. Mai 1992       | 3/6             |
| weitere Bilder                                     | Kors-Kapelle, heute Markuskapelle                       | Brenken Sendstraße Karte                                    |                                                                     | 1861            | 8. März 1999       | 3/7             |
| Verwaltungsgebäude des Hauses Büren’scher Fonds    | Verwaltungsgebäude des Hauses Büren’scher Fonds         | Büren Bahnhofstraße 6–8 Karte                               |                                                                     |                 | 27. Januar 1984    | 4/1             |
| weitere Bilder                                     | Niedermühle                                             | Büren Bahnhofstraße 20 Karte                                |                                                                     |                 | 27. Januar 1984    | 4/2             |
| weitere Bilder                                     | ehemaliges Jesuitenkolleg/Mauritiusgymnasium            | Büren Burgstraße 2 Karte                                    |                                                                     |                 | 27. Januar 1984    | 4/3             |
| weitere Bilder                                     | ehemalige Jesuitenkirche                                | Büren Burgstraße 2 Karte                                    |                                                                     |                 | 27. Januar 1984    | 4/4             |
| weitere Bilder                                     | Kalvarienkapelle                                        | Büren Kapellenberg 51 Karte                                 | kreuzförmiger Grundriss mit Sakristei am Ostarm                     | 1650er Jahre    | 27. Januar 1984    | 4/5 Wikidata    |
| Fachwerkhaus                                       | Fachwerkhaus                                            | Büren Bornstraße 2 Karte                                    |                                                                     |                 | 20. Dezember 1984  | 4/6             |
| Wohnhaus                                           | Wohnhaus                                                | Büren Kühling 7 Karte                                       |                                                                     |                 | 20. Dezember 1984  | 4/7             |
| weitere Bilder                                     | Pfarrkirche St. Nikolaus                                | Büren Königstraße 20 Karte                                  |                                                                     |                 | 31. Januar 1985    | 4/8             |
| weitere Bilder                                     | Gut Holthausen                                          | Büren Briloner Straße 80 Karte                              |                                                                     |                 | 5. Februar 1985    | 4/9             |
| Wirtschaftsgebäude des Hauses Büren’schen Fonds    | Wirtschaftsgebäude des Hauses Büren’schen Fonds         | Büren Bahnhofstraße 14 Karte                                |                                                                     |                 | 2. Mai 1985        | 4/10            |
| weitere Bilder                                     | Ehemalige Gehörlosenschule                              | Büren Bertholdstraße 6 Karte                                |                                                                     |                 | 7. Mai 1985        | 4/11            |
| Wohnhaus Wagner                                    | Wohnhaus Wagner                                         | Büren Markt 14 Karte                                        |                                                                     | 1608 bez.       | 30. Juli 1985      | 4/13            |
| Bildstock auf dem Ahlerten                         | Bildstock auf dem Ahlerten                              | Büren Auf dem Ahlerten Karte                                |                                                                     |                 | 10. Juli 1985      | 4/14            |
| Nordturm                                           | Nordturm                                                | Büren Kühling 2 Karte                                       |                                                                     |                 | 9. Juli 1985       | 4/15            |
| Hegensdorfer Turm                                  | Hegensdorfer Turm                                       | Büren Ostmauer Karte                                        |                                                                     |                 | 10. Juli 1985      | 4/16            |
| Bildstock                                          | Bildstock                                               | Büren Aftestraße/Bruchberg Karte                            |                                                                     |                 | 10. Juli 1985      | 4/17            |
| Bildstock Josefschule                              | Bildstock Josefschule                                   | Büren Bruchstraße/Briloner Straße Karte                     |                                                                     |                 | 10. Juli 1985      | 4/18            |
| Brücke                                             | Brücke                                                  | Büren Neuer Weg Karte                                       |                                                                     |                 | 10. Juli 1985      | 4/19            |
| Kriegerdenkmal                                     | Kriegerdenkmal                                          | Büren Bahnhofstraße Karte                                   |                                                                     |                 | 10. Juli 1985      | 4/20            |
| Wohn- und Geschäftshaus Wacker                     | Wohn- und Geschäftshaus Wacker                          | Büren Bahnhofstraße 2 Karte                                 |                                                                     |                 | 30. Juli 1985      | 4/21            |
| evangelische Erlöserkirche                         | evangelische Erlöserkirche                              | Büren Bahnhofstraße 40 Karte                                |                                                                     |                 | 31. Juli 1985      | 4/22            |
| Wohnhaus mit Arztpraxis Evers                      | Wohnhaus mit Arztpraxis Evers                           | Büren Eickhoffer Straße 1 Karte                             |                                                                     |                 | 21. Oktober 1985   | 4/23            |
| weitere Bilder                                     | Sakramentskapelle                                       | Büren Kapellenstraße 2 Karte                                |                                                                     |                 | 9. Dezember 1985   | 4/24 Wikidata   |
| Gasthaus Gödde                                     | Gasthaus Gödde                                          | Büren Burgstraße 32 Karte                                   |                                                                     | 1906            | 8. Januar 1986     | 4/25            |
| Wohnhaus Liedtke                                   | Wohnhaus Liedtke                                        | Büren Wassergraben 2 Karte                                  |                                                                     |                 | 8. Januar 1986     | 4/26            |
| Gartenpavillon                                     | Gartenpavillon                                          | Büren Lustgarten 4 Karte                                    |                                                                     | um 1720         | 16. Januar 1986    | 4/27            |
| Torbogen                                           | Torbogen                                                | Büren Königstraße 16 Karte                                  |                                                                     |                 | 16. Januar 1986    | 4/28            |
| weitere Bilder                                     | Mittelmühle                                             | Büren Mühlenstraße 2 Karte                                  |                                                                     |                 | 18. September 1986 | 4/30            |
| Bildstock                                          | Bildstock                                               | Büren Neuer Weg Karte                                       |                                                                     |                 | 15. Dezember 1986  | 4/31            |
| Kump                                               | Kump                                                    | Büren Königstraße (südöstlich der St. Nikolauskirche) Karte |                                                                     | 1725            | 1. April 1987      | 4/32            |
| Sonderkindergarten, ehemaliges Gerichtsgefängnis   | Sonderkindergarten, ehemaliges Gerichtsgefängnis        | Büren Kühling 2 Karte                                       | Giebelständiger Bruchsteinbau, umgeben von der alten Gefängnismauer | 1847            | 9. April 1987      | 4/33            |
| weitere Bilder                                     | Jüdischer Friedhof                                      | Büren Siddinghäuser Straße Karte                            |                                                                     |                 | 25. Juni 1987      | 4/34            |
| Wohnhaus mit Praxis                                | Wohnhaus mit Praxis                                     | Büren Königstraße 13 Karte                                  |                                                                     |                 | 1. Oktober 1987    | 4/35            |
| Wohn- und Geschäftshaus                            | Wohn- und Geschäftshaus                                 | Büren Burgstraße 17 Karte                                   |                                                                     |                 | 16. Dezember 1987  | 4/36            |
| Fachwerkbau                                        | Fachwerkbau                                             | Büren Detmarstraße 19 Karte                                 |                                                                     |                 | 9. September 1988  | 4/37            |
| Wohn- und Geschäftshaus                            | Wohn- und Geschäftshaus                                 | Büren Bertholdstraße 7 Karte                                |                                                                     |                 | 27. Dezember 1988  | 4/38            |
| Fachwerkhaus                                       | Fachwerkhaus                                            | Büren Ostmauer 13 Karte                                     |                                                                     |                 | 4. Dezember 1989   | 4/39            |
| Wohnhaus                                           | Wohnhaus                                                | Büren Lindenstraße 4 Karte                                  |                                                                     |                 | 30. Januar 1990    | 4/40            |
| Haus                                               | Haus                                                    | Büren Burgstraße 13 Karte                                   |                                                                     |                 | 23. Januar 1990    | 4/41            |
| Fachwerkhaus                                       | Fachwerkhaus                                            | Büren Kapellenstraße 8 Karte                                |                                                                     |                 | 8. Februar 1990    | 4/42            |
| Wohnhaus                                           | Wohnhaus                                                | Büren Aftestraße 21 Karte                                   |                                                                     |                 | 24. Oktober 1990   | 4/43            |
| Wohnhaus (Villa)                                   | Wohnhaus (Villa)                                        | Büren Weinberg 4 Karte                                      |                                                                     |                 | 23. Juli 1991      | 4/44            |
| Marienbildstock                                    | Marienbildstock                                         | Büren Neuer Weg Karte                                       |                                                                     |                 | 16. März 1995      | 4/45            |
| Bildstock                                          | Bildstock                                               | Büren Ringstraße/Ecke Brenkener Straße Karte                |                                                                     |                 | 16. März 1995      | 4/46            |
| Antonius-Bildstock                                 | Antonius-Bildstock                                      | Büren Jühengrund (am Freibad) Karte                         |                                                                     |                 | 16. März 1995      | 4/47            |
| Barocker Bildstock                                 | Barocker Bildstock                                      | Büren Aftestraße (Nähe Aftebrücke) Karte                    |                                                                     |                 | 16. März 1995      | 4/48            |
| Bildstock                                          | Bildstock                                               | Büren Detmarstraße (am Pfarrheim) Karte                     |                                                                     |                 | 27. Juni 1995      | 4/49            |
| Wohnhaus                                           | Wohnhaus                                                | Büren Lindenstraße 8 Karte                                  |                                                                     |                 | 13. September 1995 | 4/50            |
| Ökonomie                                           | Ökonomie                                                | Büren Burgstraße 2 Karte                                    |                                                                     |                 | 9. August 1999     | 4/51            |
| Bildstock                                          | Bildstock                                               | Eickhoff Steinhäuser Straße 2 Karte                         |                                                                     |                 | 15. Mai 1986       | 5/1             |
| Kapelle                                            | Kapelle                                                 | Eickhoff Steinhäuser Straße 11 Karte                        |                                                                     |                 | 28. April 1987     | 5/2             |
| Wohnhaus mit Wirtschaftstrakt                      | Wohnhaus mit Wirtschaftstrakt                           | Eickhoff Steinhäuser Straße 15 Karte                        |                                                                     |                 | 16. Februar 1988   | 5/3             |
| weitere Bilder                                     | Burgruine Ringelstein                                   | Harth Harthberg 18 Karte                                    |                                                                     |                 | 22. Juli 1985      | 6/1             |
| weitere Bilder                                     | Trinitatiskapelle Ringelstein                           | Harth Harthberg 27 Karte                                    |                                                                     |                 | 9. Dezember 1985   | 6/2             |
| Bruchsteinbau, ehemalige Jesuitenmühle Ringelstein | Bruchsteinbau, ehemalige Jesuitenmühle Ringelstein      | Harth Almetal 3 Karte                                       |                                                                     |                 | 5. Mai 1986        | 6/3             |
| Wegekreuz an der Haiper Kirche                     | Wegekreuz an der Haiper Kirche                          | Harth Hepernstraße/Ecke Frankenbach Karte                   |                                                                     |                 | 3. Dezember 1986   | 6/4             |
| Bildstock                                          | Bildstock                                               | Harth Hepernstraße/Ecke Unterheck Karte                     |                                                                     |                 | 3. Dezember 1986   | 6/5             |
| Bildstock                                          | Bildstock                                               | Harth Hepernstraße (ca. 400 m östlich des Ortes) Karte      |                                                                     |                 | 3. Dezember 1986   | 6/6             |
| Fachwerkhaus                                       | Fachwerkhaus                                            | Harth Grünnenweg 3 Karte                                    |                                                                     |                 | 24. Oktober 1990   | 6/7             |
| weitere Bilder                                     | ehemaliges Stellwerk Harth-Ringelstein                  | Harth Eichenweg 6 Karte                                     |                                                                     |                 | 8. Juni 1994       | 6/8             |
| Bildstock an der Johanniseiche                     | Bildstock an der Johanniseiche                          | Harth Ringelsteiner Wald Karte                              |                                                                     | 1877            | 6. März 1995       | 6/9             |
| Wirtschaftsgebäude der ehemaligen Jesuitenmühle    | Wirtschaftsgebäude der ehemaligen Jesuitenmühle         | Harth Almetal 4 Karte                                       |                                                                     |                 | 27. Juli 1995      | 6/10            |
| weitere Bilder                                     | Bildstock                                               | Hegensdorf Vitusstraße Karte                                |                                                                     |                 | 10. Juli 1985      | 7/1             |
| weitere Bilder                                     | Bildstock                                               | Hegensdorf bei Quellenstraße 40 Karte                       |                                                                     |                 | 12. Juli 1985      | 7/2             |
| weitere Bilder                                     | Bildstock                                               | Hegensdorf Quellenstraße Karte                              |                                                                     |                 | 12. Juli 1985      | 7/3             |
| weitere Bilder                                     | Bildstock Pfluglinde                                    | Hegensdorf Am Pflugwege Karte                               |                                                                     | 1629 oder 1652? | 12. Juli 1985      | 7/4             |
| katholische Pfarrkirche St. Vitus                  | katholische Pfarrkirche St. Vitus                       | Hegensdorf Hauptstraße 26 Karte                             |                                                                     |                 | 27. Mai 1987       | 7/5             |
| Pfarrkirche St. Johannes Baptist                   | Pfarrkirche St. Johannes Baptist                        | Siddinghausen Weiner Kirchweg 2 Karte                       |                                                                     |                 | 11. Februar 1985   | 8/1             |
| Bildstock                                          | Bildstock                                               | Siddinghausen Leostraße/Ecke Sidagstraße Karte              |                                                                     |                 | 18. Juli 1985      | 8/2             |
|                                                    | Bildstock                                               | Siddinghausen K 3101                                        |                                                                     |                 | 12. Juli 1985      | 8/3             |
|                                                    | Bildstock                                               | Siddinghausen Oberfeld                                      |                                                                     |                 | 12. Juli 1985      | 8/4             |
|                                                    | Bruchsteinbau                                           | Siddinghausen Sidagstraße 23                                |                                                                     |                 | 5. Mai 1986        | 8/5             |
| Bildstock                                          | Bildstock                                               | Siddinghausen Burgliedweg Karte                             |                                                                     |                 | 29. Juli 1986      | 8/6             |
| Bildstock                                          | Bildstock                                               | Siddinghausen Rieke Karte                                   |                                                                     |                 | 30. Juli 1986      | 8/7             |
| Bildstock                                          | Bildstock                                               | Siddinghausen Kreisstraße nach Kneblingshausen (Ortsschild) |                                                                     |                 | 30. Juli 1986      | 8/8             |
|                                                    | Wegekreuz                                               | Siddinghausen südlich des Ortes                             |                                                                     |                 | 30. Juli 1986      | 8/9             |
| Bildstock                                          | Bildstock                                               | Siddinghausen Ecke Heimeskamp/Sidagstraße                   |                                                                     |                 | 30. Juli 1986      | 8/10            |
|                                                    | Bildstock                                               | Siddinghausen Sidagstraße (südwestlich des Ortes)           |                                                                     |                 | 30. Juli 1986      | 8/11            |
|                                                    | Bildstock                                               | Siddinghausen Hönkerfeldweg                                 |                                                                     |                 | 31. Juli 1986      | 8/12            |
|                                                    | Bildstock                                               | Siddinghausen Sidagstraße Abzweig Wirtschaftsweg Oberfeld   |                                                                     |                 | 31. Juli 1986      | 8/13            |
| Bildstock                                          | Bildstock                                               | Siddinghausen Sidagstraße 13                                |                                                                     |                 | 31. Juli 1986      | 8/14            |
| Bildstock                                          | Bildstock                                               | Siddinghausen Weiner Kirchweg, Richtung Weine Karte         |                                                                     |                 | 3. Dezember 1986   | 8/15            |
| Bildstock am Hof Vonnahme                          | Bildstock am Hof Vonnahme                               | Steinhausen Markweg 2 Karte                                 |                                                                     |                 | 31. Juli 1985      | 9/1             |
| landwirtschaftlicher Betrieb Vonnahme              | landwirtschaftlicher Betrieb Vonnahme                   | Steinhausen Markweg 2 Karte                                 |                                                                     |                 | 21. August 1985    | 9/2             |
| Bildstock                                          | Bildstock                                               | Steinhausen Kirchplatz Karte                                |                                                                     |                 | 7. April 1986      | 9/3             |
| Pfarrheim                                          | Pfarrheim                                               | Steinhausen Antoniusstraße 32 Karte                         |                                                                     |                 | 9. April 1986      | 9/4             |
| Pfarrkirche St. Antonius                           | Pfarrkirche St. Antonius                                | Steinhausen Antoniusstraße 1 Karte                          |                                                                     |                 | 9. April 1986      | 9/5             |
| Bildstock                                          | Bildstock                                               | Steinhausen Triftweg Karte                                  |                                                                     |                 | 25. August 1986    | 9/6             |
| Rundturm Volbrexen                                 | Rundturm Volbrexen                                      | Weiberg Volbrexener Straße 28 Karte                         |                                                                     |                 | 27. Januar 1984    | 10/1            |
| Bildstock                                          | Bildstock                                               | Weiberg Langewenne/Hohlensiepen Karte                       |                                                                     |                 | 12. Juli 1985      | 10/2            |
| Bildstock                                          | Bildstock                                               | Weiberg Volbrexener Straße Karte                            |                                                                     |                 | 11. Juli 1985      | 10/3            |
| weitere Bilder                                     | Doppelbildstock „Agatha-Säule“                          | Weiberg Weiberger Straße Karte                              |                                                                     |                 | 18. Juli 1985      | 10/4            |
| weitere Bilder                                     | St. Birgitta Pfarrkirche in Weiberg                     | Weiberg Weiberger Straße 9 Karte                            |                                                                     | 1747–1751       | 5. Mai 1986        | 10/5            |
| Bildstock                                          | Bildstock                                               | Weiberg Volbrexener Straße/Maibaumstraße Karte              |                                                                     |                 | 3. Dezember 1986   | 10/6            |
| Bildstock                                          | Bildstock                                               | Weiberg Volbrexener Straße Karte                            |                                                                     |                 | 23. Mai 1991       | 10/8            |
| Bildstock                                          | Bildstock                                               | Weine Knickberg/Ecke Steilhang                              |                                                                     |                 | 19. Juli 1985      | 11/1            |
| Fachwerkbau mit Gaststätte                         | Fachwerkbau mit Gaststätte                              | Weine Dorfstraße 6 Karte                                    |                                                                     | 1856            | 10. März 1986      | 11/2            |
| Bildstock                                          | Bildstock                                               | Weine Hornweg im Wiken Karte                                |                                                                     |                 | 3. Dezember 1986   | 11/3            |
| Bildstock                                          | Bildstock                                               | Weine Sternlied 2 Karte                                     |                                                                     |                 | 3. Dezember 1986   | 11/4            |
| Bildstock                                          | Bildstock                                               | Weine Sternlied gegenüber Haus Nr. 2 Karte                  |                                                                     |                 | 3. Dezember 1986   | 11/5            |
| Wegekreuz                                          | Wegekreuz                                               | Weine Hornweg/Ecke Magdalenastraße Karte                    |                                                                     |                 | 3. Dezember 1986   | 11/6            |
| Kirche St. Michael                                 | Kirche St. Michael                                      | Weine Michaelstraße 4                                       |                                                                     |                 | 10. Juni 1992      | 11/7            |
| weitere Bilder                                     | ehemaliges Kloster Böddeken                             | Wewelsburg Gut Böddeken Karte                               |                                                                     |                 | 30. Januar 1985    | 12/1            |
| weitere Bilder                                     | Wewelsburg                                              | Wewelsburg Burgwall 17 Karte                                |                                                                     |                 | 7. Februar 1985    | 12/2            |
| weitere Bilder                                     | Sechsbogige Brücke auf der Alme                         | Wewelsburg Karte                                            |                                                                     |                 | 19. Juli 1985      | 12/3            |
| Wegekreuz                                          | Wegekreuz                                               | Wewelsburg Berghof/Ecke Schürenberg                         |                                                                     |                 | 22. Juli 1985      | 12/4            |
| Bildstock                                          | Bildstock                                               | Wewelsburg Alter Hof 3 Karte                                |                                                                     |                 | 19. Juli 1985      | 12/5            |
| Bildstock                                          | Bildstock                                               | Wewelsburg Stoppelberg/Ecke Burgwall Karte                  |                                                                     |                 | 18. Juli 1985      | 12/6            |
| Einbogige Brücke auf der Alme                      | Einbogige Brücke auf der Alme                           | Wewelsburg Karte                                            |                                                                     |                 | 22. Juli 1985      | 12/7            |
| weitere Bilder                                     | Wachgebäude Wewelsburg                                  | Wewelsburg Burgwall 19 Karte                                |                                                                     |                 | 25. November 1985  | 12/8            |
| weitere Bilder                                     | Ottens Hof                                              | Wewelsburg Lange Straße 1 Karte                             |                                                                     |                 | 2. Januar 1986     | 12/9            |
| weitere Bilder                                     | Ruine Kerkberg                                          | Wewelsburg südlich von Böddeken Karte                       |                                                                     |                 | 17. Oktober 1986   | 12/10           |
| Fachwerkbau mit Massivanbau                        | Fachwerkbau mit Massivanbau                             | Wewelsburg Lange Straße 18                                  |                                                                     | 1857            | 20. Januar 1988    | 12/11           |
| Fachwerkhof                                        | Fachwerkhof                                             | Wewelsburg Lange Straße 20                                  |                                                                     | 1869            | 22. Januar 1988    | 12/12           |
| Nebengebäude Ottens Hof                            | Nebengebäude Ottens Hof                                 | Wewelsburg Lange Straße 1                                   |                                                                     |                 | 22. Januar 1988    | 12/13           |
| Fachwerkhaus                                       | Fachwerkhaus                                            | Wewelsburg Stoppelberg 6                                    |                                                                     | 1667            | 4. Mai 1988        | 12/14           |
| Wohnhaus, teils Fachwerkbau                        | Wohnhaus, teils Fachwerkbau                             | Wewelsburg Lange Straße 4                                   |                                                                     |                 | 20. Januar 1988    | 12/15           |
| Kriegerdenkmal                                     | Kriegerdenkmal                                          | Wewelsburg südlich der Kirche Karte                         |                                                                     |                 | 18. November 1988  | 12/16           |
| Fachwerkhof                                        | Fachwerkhof                                             | Wewelsburg Bückerweg 1                                      |                                                                     | 1857            | 18. Mai 1989       | 12/17           |
| Wohn- und Geschäftshaus                            | Wohn- und Geschäftshaus                                 | Wewelsburg Lange Straße 11                                  |                                                                     |                 | 20. Januar 1988    | 12/18           |
| weitere Bilder                                     | Pfarrkirche St. Jodokus                                 | Wewelsburg Burgwall 8 Karte                                 |                                                                     |                 | 18. Mai 1988       | 12/19           |
| weitere Bilder                                     | Schloss Graffeln                                        | Wewelsburg Haus Graffeln 8                                  |                                                                     | 1911            | 28. November 1989  | 12/20           |
| weitere Bilder                                     | Mühlenanlage Graffeln                                   | Wewelsburg Haus Graffeln 1, 3, 5 Karte                      |                                                                     | 1517            | 24. Juli 1991      | 12/21           |
| weitere Bilder                                     | Wassermühle                                             | Wewelsburg Auf der Alme 1 Karte                             |                                                                     |                 | 8. Mai 1992        | 12/22           |
| weitere Bilder                                     | Feuerwehrgebäude (ehem. Häftlingsküche, KZ Niederhagen) | Wewelsburg Ahornstraße 2 Karte                              |                                                                     | 1940            | 30. Januar 2017    | 12/23           |

## Abgegangene Baudenkmäler
| Bild                                    | Bezeichnung                             | Lage                         | Beschreibung | Bauzeit | Eingetragen seit                    | Denkmal- nummer |
| --------------------------------------- | --------------------------------------- | ---------------------------- | --- | ------- | ----------------------------------- | --------------- |
| Verwaltungsgebäude der Gehörlosenschule | Verwaltungsgebäude der Gehörlosenschule | Büren Bertholdstraße 3 Karte | Spätklassizistischer zweigeschossiger Putzbau, ehemals mit Freitreppe und Quaderverputz. 1841 für den Bürener Kaufmann Eduard Gödde als Wohn- und Geschäftshaus errichtet. Im April 2022 zugunsten eines Neubaus abgebrochen. | 1841    | 8. Mai 1985 gelöscht 13. April 2022 | 4/12            |

## Ehemalige Baudenkmäler
| Bild      | Bezeichnung | Lage                                                    | Beschreibung | Bauzeit | Eingetragen seit                        | Denkmal- nummer |
| --------- | ----------- | ------------------------------------------------------- | ------------ | ------- | --------------------------------------- | --------------- |
|           | Wohnhaus    | Büren Lindenstraße 5                                    |              |         | 29. März 1986 gelöscht 7. Januar 2003   | 4/29            |
|           | Scheune     | Weiberg Weiberger Straße 34                             |              |         | 12. Mai 1987 gelöscht 6. Januar 1993    | 10/7            |
| Wegekreuz | Wegekreuz   | Barkhausen Ringelsteiner Straße in Richtung Büren Karte |              |         | 3. Dezember 1986 gelöscht 6. April 2022 | 2/1             |